# Mabahith Amn al-Dawla al-'Ulya
 Mabahith Amn al-Dawla al-'Ulya  ou Services de la Sécurité de l'État (en arabe : جهاز مباحث أمن الدولة) est la plus importante autorité de renseignement nationale de l'Égypte.
Elle fonctionne parallèlement à deux autres services de renseignement: le renseignement extérieur ou Gihaz al-Mukhabarat al-Amma (جهاز المخابرات العامة) et le renseignement militaire ou Idarat al-Mukhabarat al-Harbyya wa al-Istitla (ادارة المخابرات الحربية والاستطلاع).
Mise en place en 1961, elle est dissoute le 15 mars 2011 et remplacée par Amn el-Watani.

## Organisation
Mabahith Amn al-Dawla al-'Ulya appartient au ministère de l'Intérieur égyptien. Son but est la protection et la sécurité de l'Égypte, mais elle sert plus à protéger et préserver l'existence du régime de Moubarak. Mabahith Amn al-Dawla al-'Ulya a de nombreux bureaux officiels : un Bureau d'enquête dans le quartier de Lazoghli du Caire, une Cour suprême de sûreté de l'État.
Son siège est situé à Medinet Nasr, en banlieue du Caire.

## Allégations de torture
La tâche de Mabahith Amn al-Dawla al-'Ulya, officiellement de sûreté d'État, était largement fondée sur le contrôle des ennemis potentiels du pouvoir et la surveillance des universités, des offices gouvernementaux et des syndicats, quitte à  arrêter et torturer. En retour, le régime apparemment lui donne avantages et pouvoirs.
Mabahith Amn al-Dawla al-'Ulya a été accusé de torture par de nombreuses organisations, dont Human Rights Watch et Amnesty International. Ces organisations ont également indiqué une implication de Mabahith Amn al-Dawla al-'Ulya dans l'abus sexuel et l'humiliation des détenus (hommes et femmes) et des persécutions des homosexuels et des islamistes.

## 2011
Après la Révolution égyptienne de 2011, le 5 mars 2011, des manifestants pénètrent dans les centres des Services de la Sécurité de l'État pour récupérer les archives avant qu'elles ne soient détruites.
En mars 2011, les hauts-dirigeants de la sécurité intérieure, l'ancien chef de sécurité du Caire Ismaïl el-Chaïr, le chef des Services de la Sécurité de l'État Hassan Abdul Rahman, ainsi que les dirigeants de la sécurité générale Ali Fayid et des Forces de la sécurité centrale Ahmed Ramzi, comparaissent pour «incitation, aide et accord à l'assassinat» de protestataires, c'est-à-dire pour avoir fait tirer sur la foule des manifestants pacifiques. L'ancien chef du service de sécurité d'État, Hassan Abdel-Rahman, est également accusé  d'avoir ordonné la destruction d'archives compromettantes des Services de la Sécurité de l'État.
Le 15 mars, les Services de la Sécurité de l'État sont dissous le 15 mars et remplacés par  une nouvelle "Force de sécurité nationale" chargée de veiller à la sûreté intérieure et de combattre le terrorisme en conformité avec la Constitution et les principes des droits de l'homme, rapportent les médias officiels.